# 체펠린 비행선

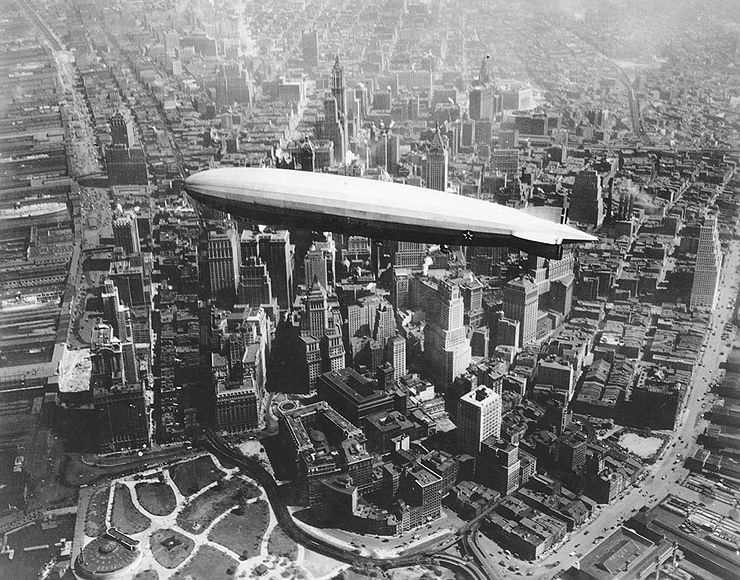
뉴욕 상공을 날고 있는 체펠린 비행선.

체펠린(독일어: Zeppelinluftschiff)은 20세기 초 독일의 페르디난트 폰 체펠린과 후고 에케너가 개발한 경식비행선이다.
체펠린은 이전의 다비드 슈바르츠(David Schwartz)의 설계에 일부 기초를 두었다. 체펠린의 설계는 눈에 띄는 성공을 거두어 경식비행선을 일컫는 일반적인 명칭이 되었다. 체펠린은 독일 비행선운수 주식회사(Luftschiffahrts-AG; DELAG)에 의해 운용되었으며, 군사적인 용도 외에 승객 수송의 용도로도 사용되었다. 최초의 상업 항공회사인 'DELAG'는, 제1차 세계 대전 전에는 정기항공편을 운행하였다. 전쟁이 발발하자, 독일 군대에서 체펠린을 폭격과 정찰의 용도로 이용하였다.
독일의 패배와 체펠린 백작의 죽음은 일시적으로 비행선 사업을 중지시켰지만, 후고 에케너의 지도하에, 백작의 뒤를 이어 민간의 체펠린이 1920년대에 르네상스를 경험하게 된다. 이들은 1930년대에 정점에 도달하였는데, 이 시기에 LZ 127 그라프 체펠린과 LZ 129 힌덴부르크는 독일과 남북 아메리카 사이에 정기적으로 대서양 횡단 비행을 하였다. 1937년의 힌덴부르크 참사는 "하늘의 거인"의 붕괴를 촉발시켰고, 정치적인 문제를 포함한 다른 요소들이 작용하여 체펠린은 사라지게 되었다.

## 체펠린 비행선의 구조

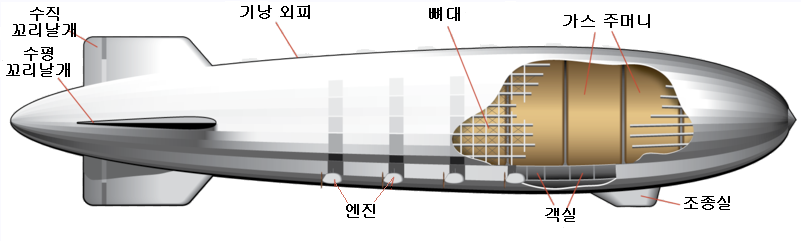
체펠린형 경식비행선의 구조

## 주요 체펠린 비행선
- 체펠린 비행선 목록

## 같이 보기
- 체펠린 비행선 목록